# Neola (Utah)
Neola è un census-designated place (CDP) degli Stati Uniti d'America, situato nello stato dello Utah, nella contea di Duchesne.